# Minna Suoniemi
Minna Suoniemi (* 17. April 1972 in Tampere) ist eine finnische Videokünstlerin.
Sie studierte an der Akademie für Bildende Künste in Helsinki und arbeitet als freie Künstlerin in Finnland. Sie nahm an Ausstellungen in Finnland, Österreich, Polen, USA, England und Schweden teil, darunter auch fünf Einzelausstellungen.